# Albanian Airlines MAK
Albanian Airlines (code IATA : LV ; code OACI : LBC) est une compagnie privée appartenant à Evsen Group. Elle relie l'Albanie à l'Allemagne, l'Italie, le Royaume-Uni et la Turquie. Depuis la suppression de sa licence de vol par la Direction générale de l'aviation civile albanaise en date du 11 novembre 2011, plus aucun vol n'est effectué.

## La flotte
La flotte aérienne d'Albanian Airlines (avril 2011):
- 1 BAe 146-200
- 2 BAe 146-300

## Destinations 2011
Albanie:
Tirana International Airport(Nene Tereza)
Allemagne:
Frankfurt Airport(am Main), à partir du 16 juillet
Italie:
Pisa Airport(Galileo Galilei)
Milan Bergamo Airport(Orio al Serio)
Bologna Airport(Guglielmo Marconi)
Turin Airport(Caselle)
Verona Airport(Valerio Catullo Villafranca), à partir du 5 juillet
Royaume-Uni:
London Airport(Stansted), à parir du 11 juillet
Turquie:
Istanbul Airport(Ataturk)
Antalya Airport(Havalimani), à partir du 1er juin